# Кажи зашто ме остави
„Кажи зашто ме остави“ је српски филм снимљен 1993. године који је режирао Олег Новковић, а сценарио је писао Срђан Кољевић. Овај филм је уједно и дипломски филм Олега Новковића и премијерно је био приказан на Филмском фестивалу у Нишу 1993. године.

## Радња
Филм говори о деведесетим годинама и ратном вихору у коме се СФРЈ распадала. Пеђа, младић који живи у Београду, добија позив за војну вежбу међутим, преко ноћи се обрео на ратишту код Вуковара. Након потресних искустава, враћа се у Београд, али као сасвим други човек. Лутајући бесциљно улицама Београда, случајно налеће на Веру, девојку коју је упознао у Вуковару под веома трагичним околностима. Постаје опседнут њоме и не престаје да мисли на њу и да је свуда следи, потпуно заборављајући како на своје пријатеље и породицу, тако и на своју девојку која жели да га одведе у Париз, где би покушали да почну живот из почетка, далеко од рата и економске кризе. Филм се завршава трагично—на једној импровизованој журци на једном београдском сплаву, долази до сукоба између Пеђе и Марка, и у тучи, Марко нехотично испаљује хитац из пиштоља који је Пеђа донео са фронта и убија га.
Лајт мотив филма је песма Кажи зашто ме остави, коју изводи Ана Софреновић, која је уједно дебитовала као певачица у овом филму.

## Улоге
| Глумац            | Улога |
| ----------------- | ----- |
| Жарко Лаушевић    | Пеђа  |
| Милица Михајловић | Вера  |
| Љубиша Самарџић   | Раде  |
| Драган Јовановић  | Марко |
| Катарина Гојковић | Ивана |